# Mithraeum de Duino
Le mithraeum de Duino est un mithraeum situé près de Duino-Aurisina, province de Trieste en Frioul-Vénétie Julienne,.

## Historique
Les mithraeums étaient des lieux de culte pour les adeptes du culte de Mithra (culte à mystères apparu dans la civilisation gréco-romaine. Contrairement à la plupart des autres mithraeums, celui de Duino est une grotte naturelle découverte en 1965, dont l'intérieur a été remodelé.

## Description
La grotte de Duino est située à environ deux kilomètres des sources de la rivière Timavo. Au centre de la grotte se trouvent deux bancs et un bloc carré de calcaire qui servait d'autel lors des cérémonies religieuses. Le mur inférieur présente une plaque sur deux colonnes représentant la tauroctonie, un élément iconique standard des mystères mithraïques. Quatre cents pièces de monnaie, des lampes à huile et un grand nombre de jarres ont été trouvés dans la grotte, ainsi que de petits autels votifs.

## Galerie

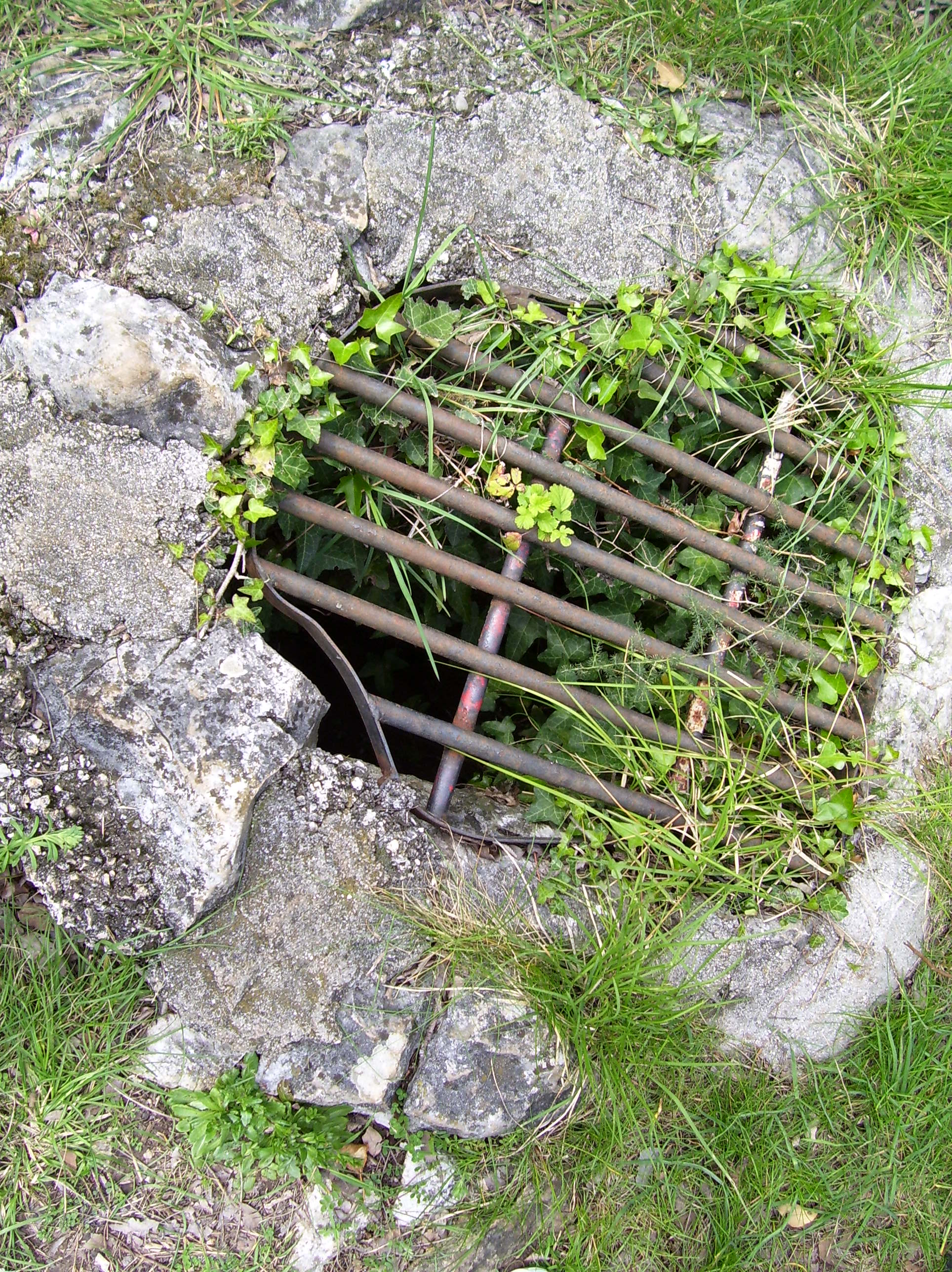
Le puits du mithraeum.
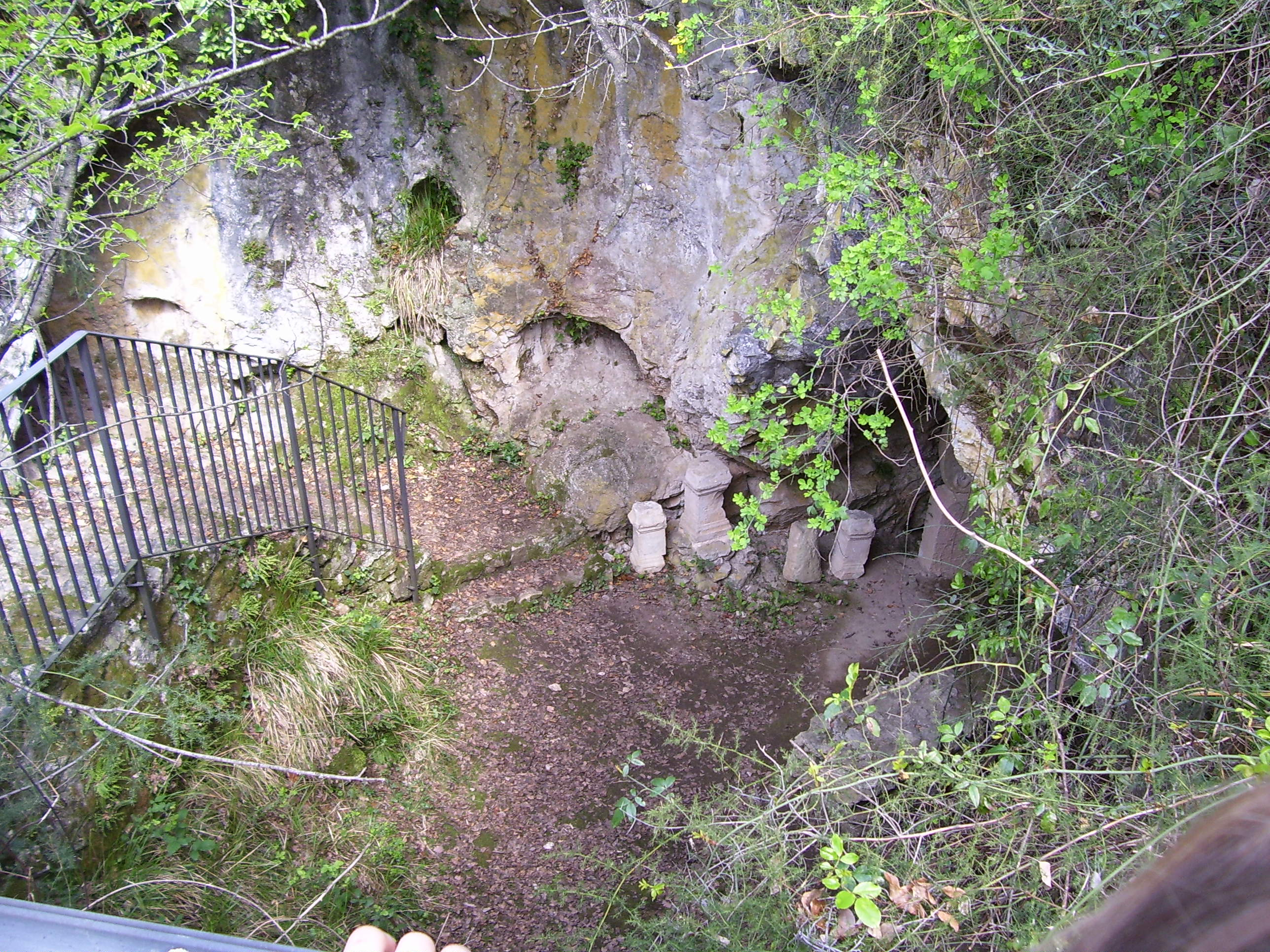
Entrée du mithraeum.
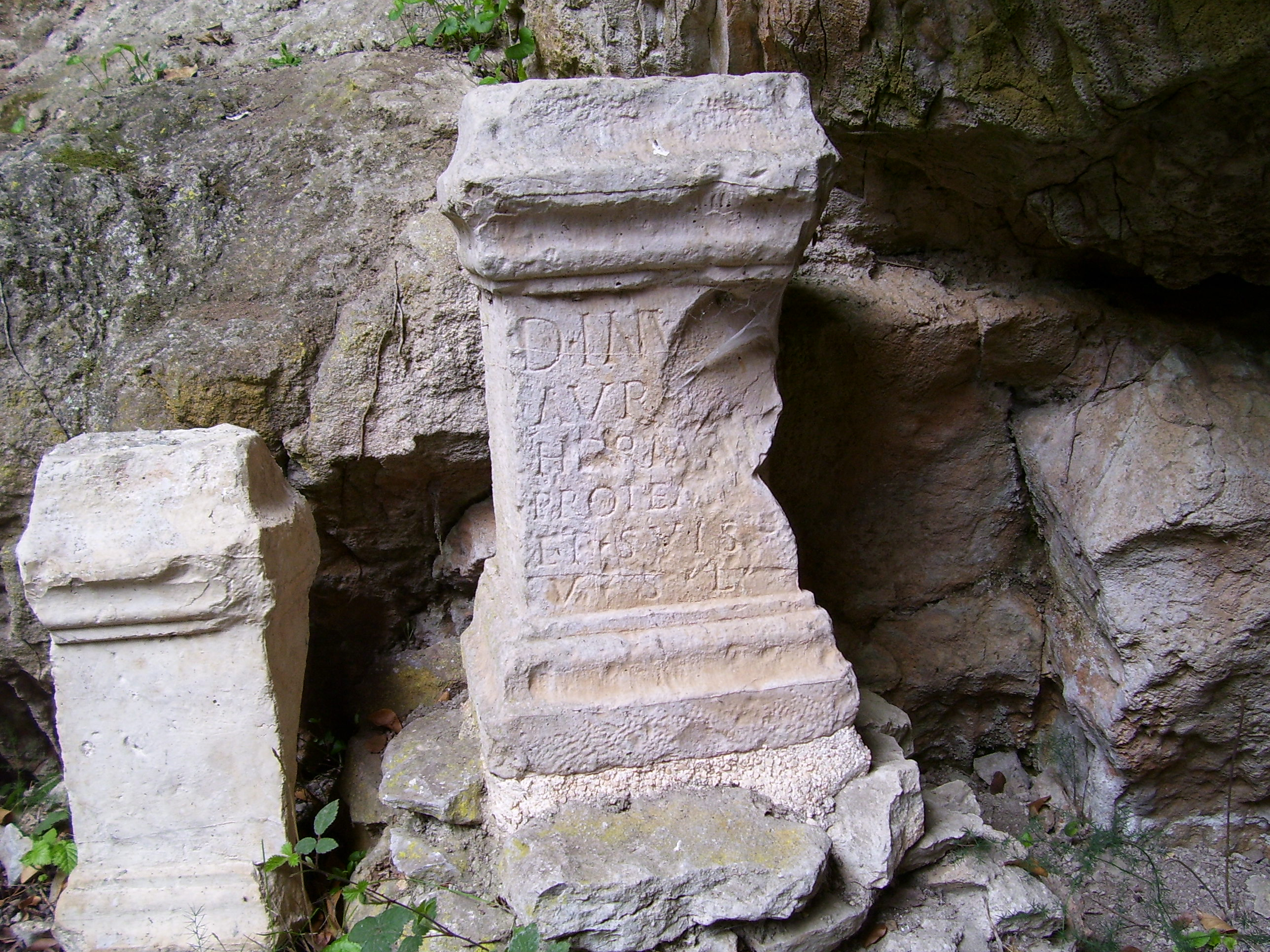
Pierres sculptées dans l'entrée.
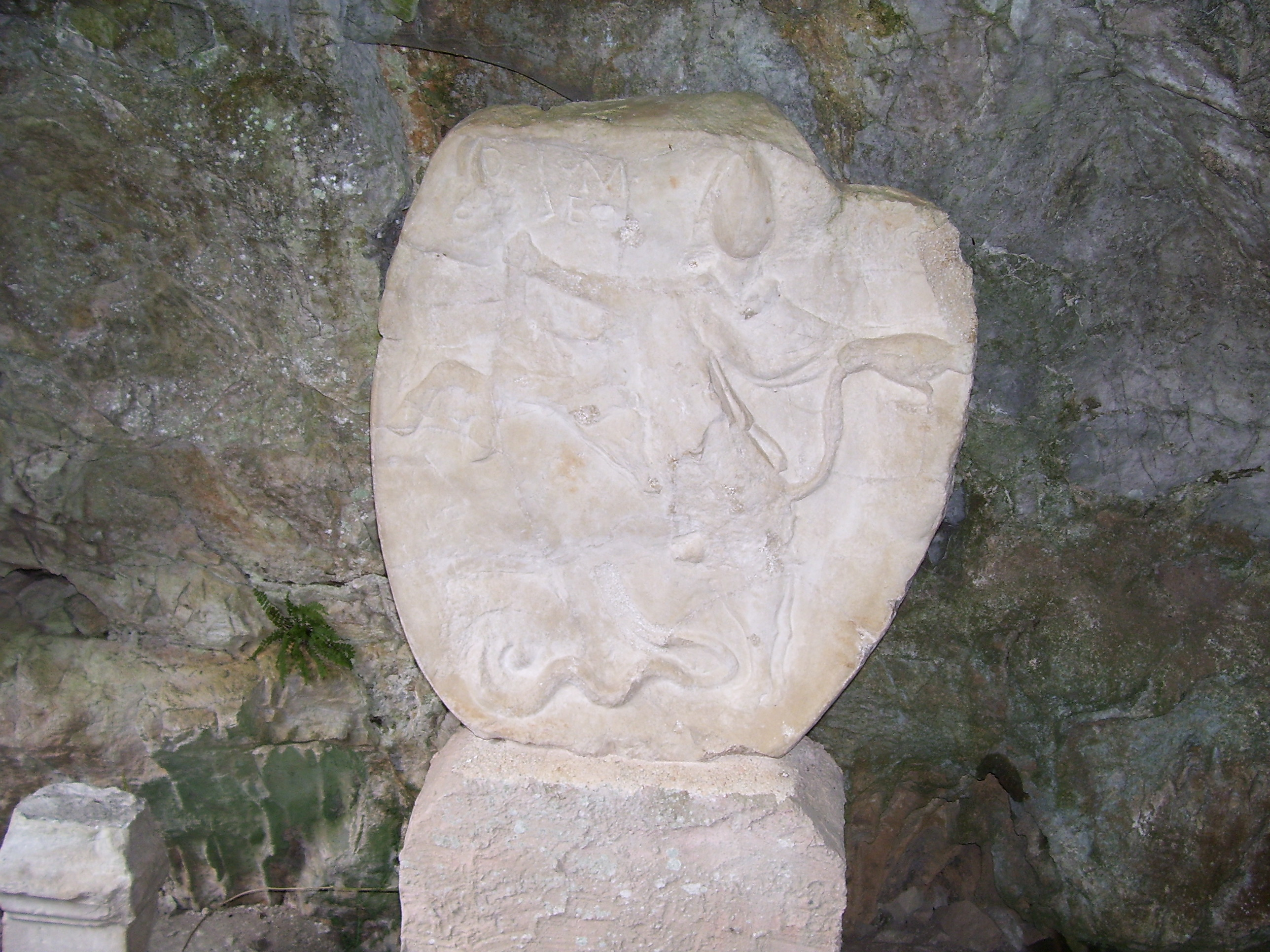
Pierre votive du mithraeum.
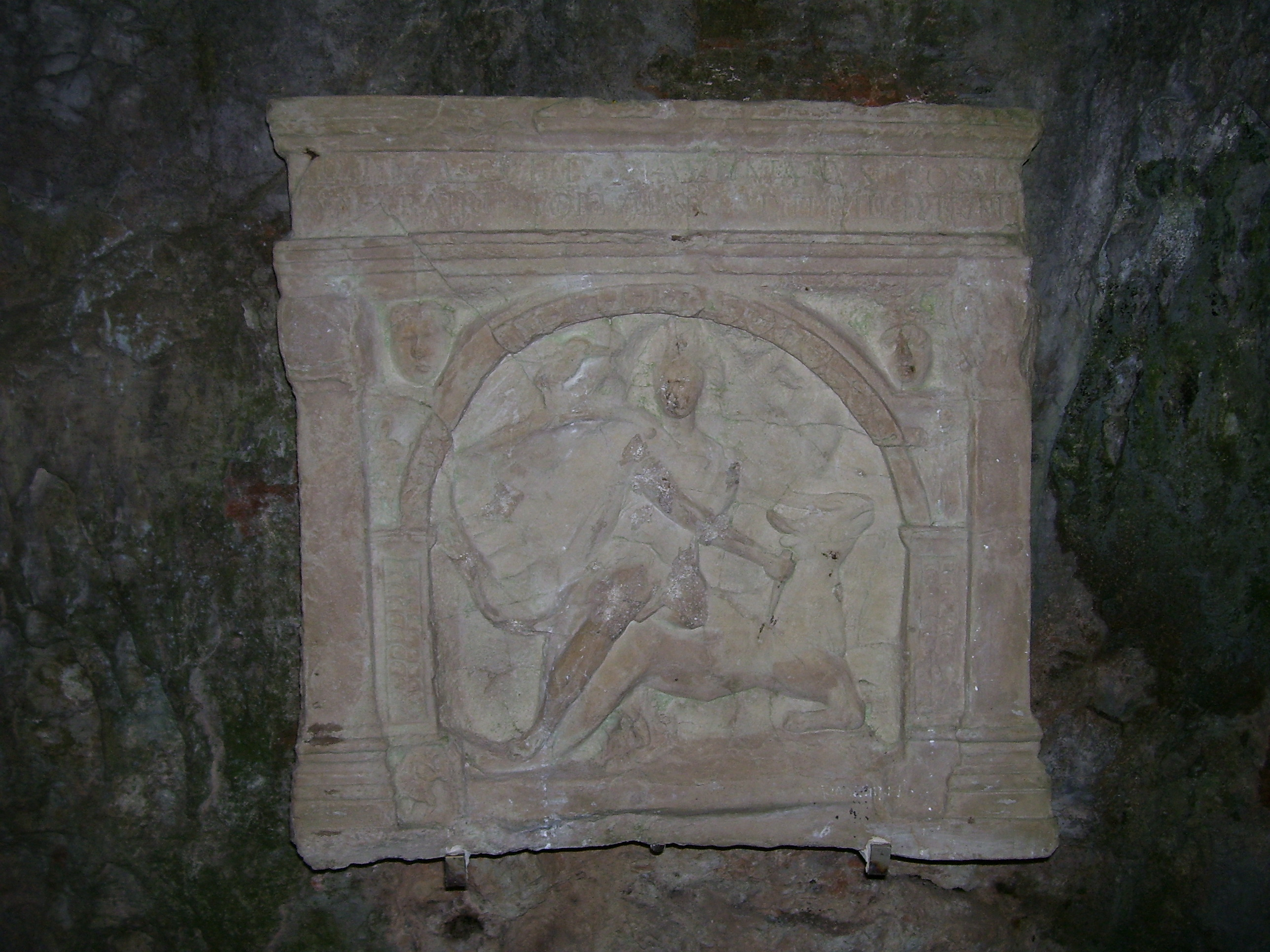
Stèle représentant la tauroctonie.